# Michael Onslow
Michael William Coplestone Dillon Onslow (28 februari 1938 - 14 mei 2011) was een Brits politicus voor de Conservatieve Partij. Hij was de zevende graaf van Onslow. 
Hij was de enige zoon van William Onslow en zijn eerste vrouw Pamela Dillon. Dit leverde hem na de dood van zijn vader in 1971 de titel "graaf van Onslow" op. Deze werd uiteindelijk in 2011 na zijn overlijden doorgegeven aan zijn enige zoon Rupert. Samen met zijn vrouw Robin Bullard had hij nog twee dochters, Arabella en Charlotte. 